# Onthophagus citreum
Onthophagus citreum är en skalbaggsart som beskrevs av Antoine Boucomont 1919. Onthophagus citreum ingår i släktet Onthophagus och familjen bladhorningar. Inga underarter finns listade i Catalogue of Life.